# Máslovník africký
Máslovník africký (Vitellaria paradoxa, dříve Butyrospermum parkii), také zvaný strom karité nebo shea, je opadavý strom z čeledi zapotovité a jediný zástupce rodu Vitellaria. Roste v pásmu savan západní a střední Afriky. Plody obsahují olejnatá semena, z nichž se extrahuje takzvané bambucké máslo neboli máslo karité, které se používá jako potravina a pro výrobu kosmetiky.

## Popis
Máslovník je opadavý strom dorůstající výšky 8 až 15, výjimečně až 25 metrů. Listy jsou 12 až 25 cm dlouhé a 4 až 7 cm široké, podlouhle obvejčité, kožovité, tmavě zelené, lysé, na líci lesklé, nahloučené na koncích tuhých větví. Okraj listů je zvlněný. Mladé rozvíjející se listy jsou rezavě červené a chlupaté. Květy jsou bílé až smetanové, pravidelné, asi 1,5 cm široké. Rozvíjejí se před vyrašením listů. Jsou uspořádány v hustých svazečcích o průměru 5 až 7 cm, na koncích květonosných větví. Plodem je žlutá, eliptická, 5 až 8 cm dlouhá a 3 až 4 cm široká bobule o průměru 4 až 5 cm. Obsahuje 1 (řidčeji 2) kulovité hnědočervené semeno uložené v máslovitém slizkém perikarpu.

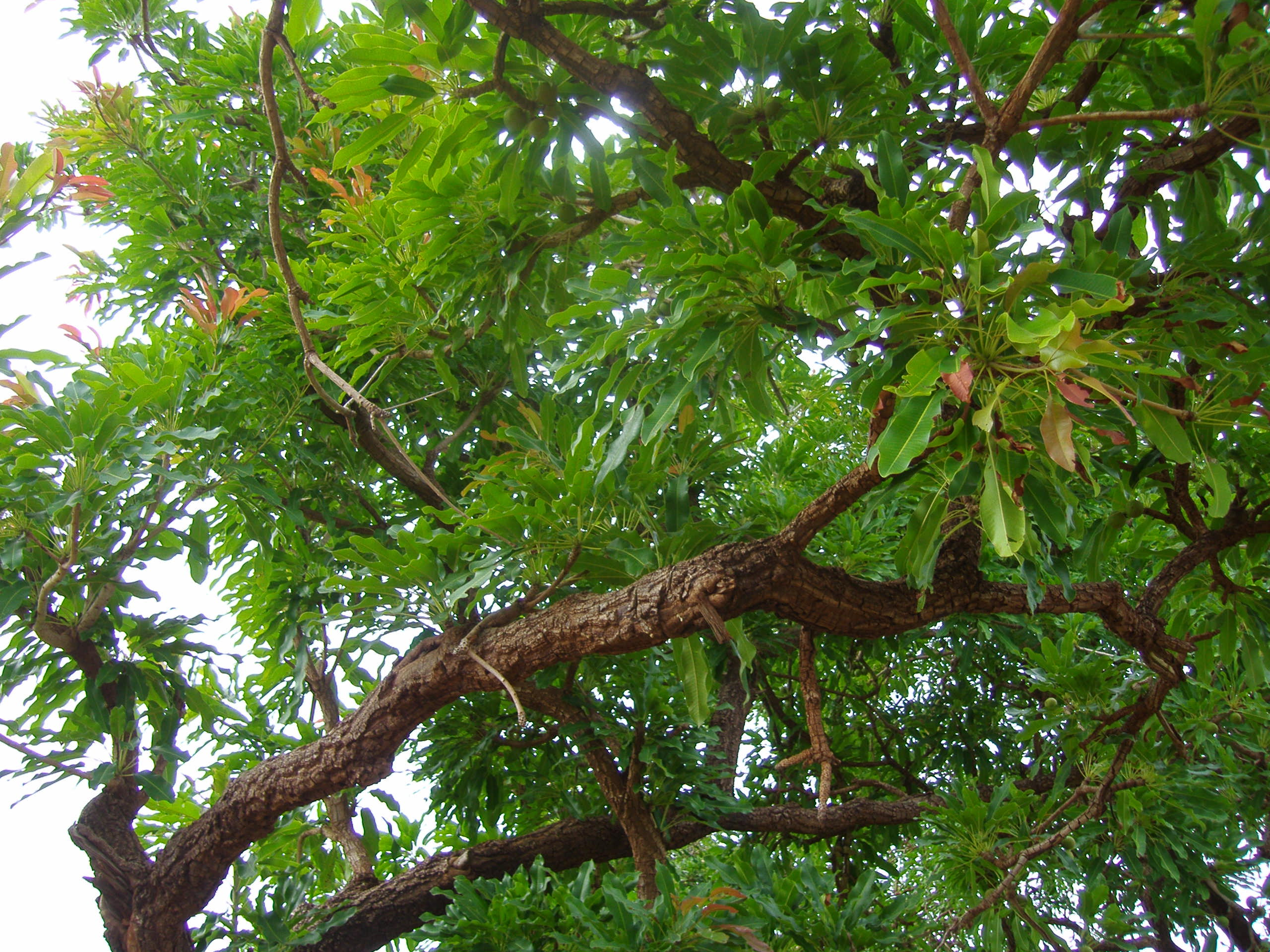
Máslovník africký
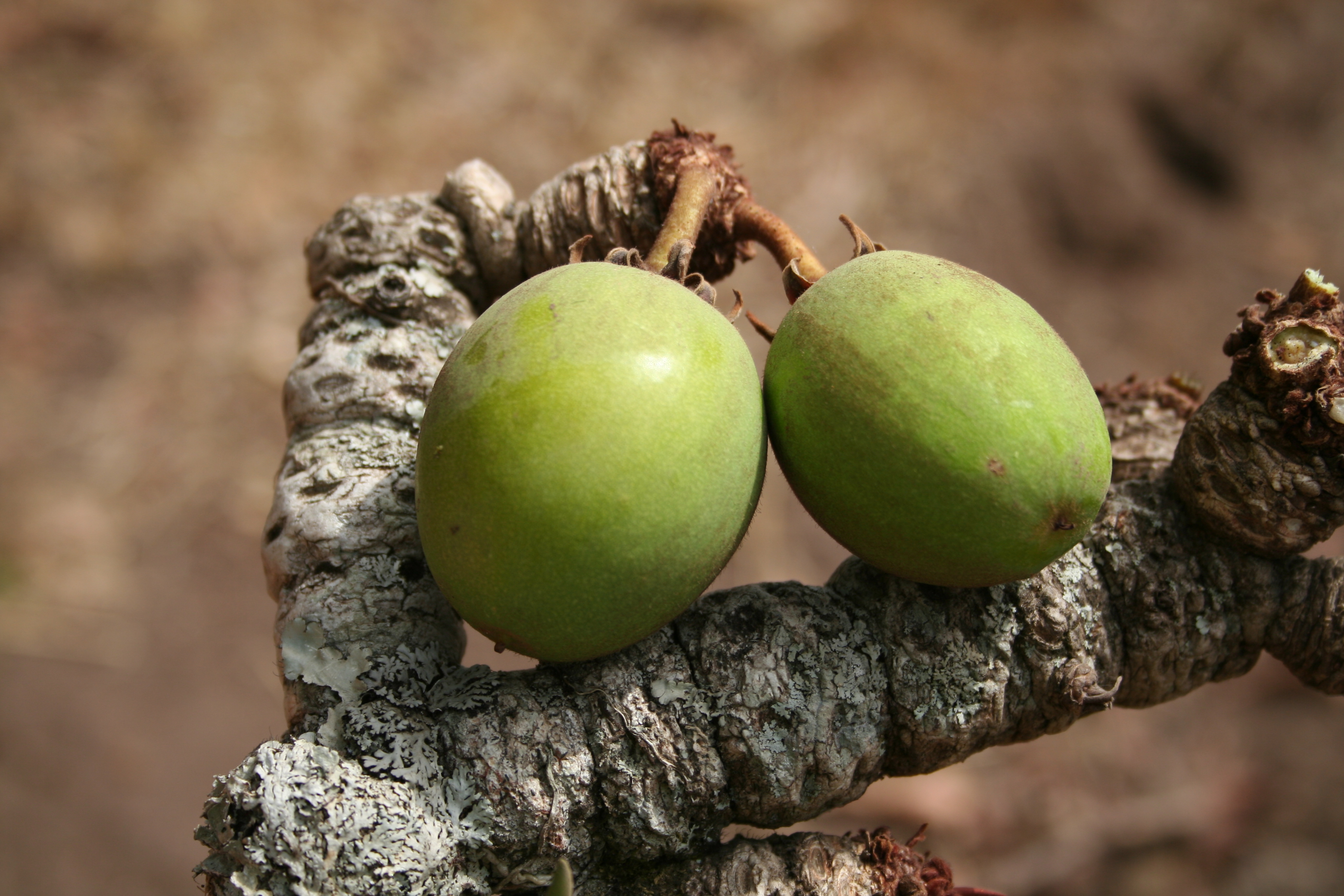
Plody máslovníku

## Rozšíření
Druh se vyskytuje v tropické Africe v pásu savan v nadmořských výškách od 100 do 1200 metrů. Areál rozšíření sahá od Senegalu na západě po Súdán na východě. Roste na otevřených, slunných stanovištích zejména na suchých, jílovito-písčitých půdách. Vytváří řídké porosty, někdy promísené jinými druhy, např. parkií Parkia biglobosa. Vyhýbá se bažinatým a zaplavovaným stanovištím a těžkým vlhkým půdám. Je odolný vůči periodickým požárům.

## Taxonomie
Druh Vitellaria paradoxa byl dříve znám jako Butyrospermum parkii. Jsou rozlišovány 2 poddruhy, západoafrický V. paradoxa subsp. paradoxa a východoafrický V. paradoxa subsp. nilotica.

## Biologie

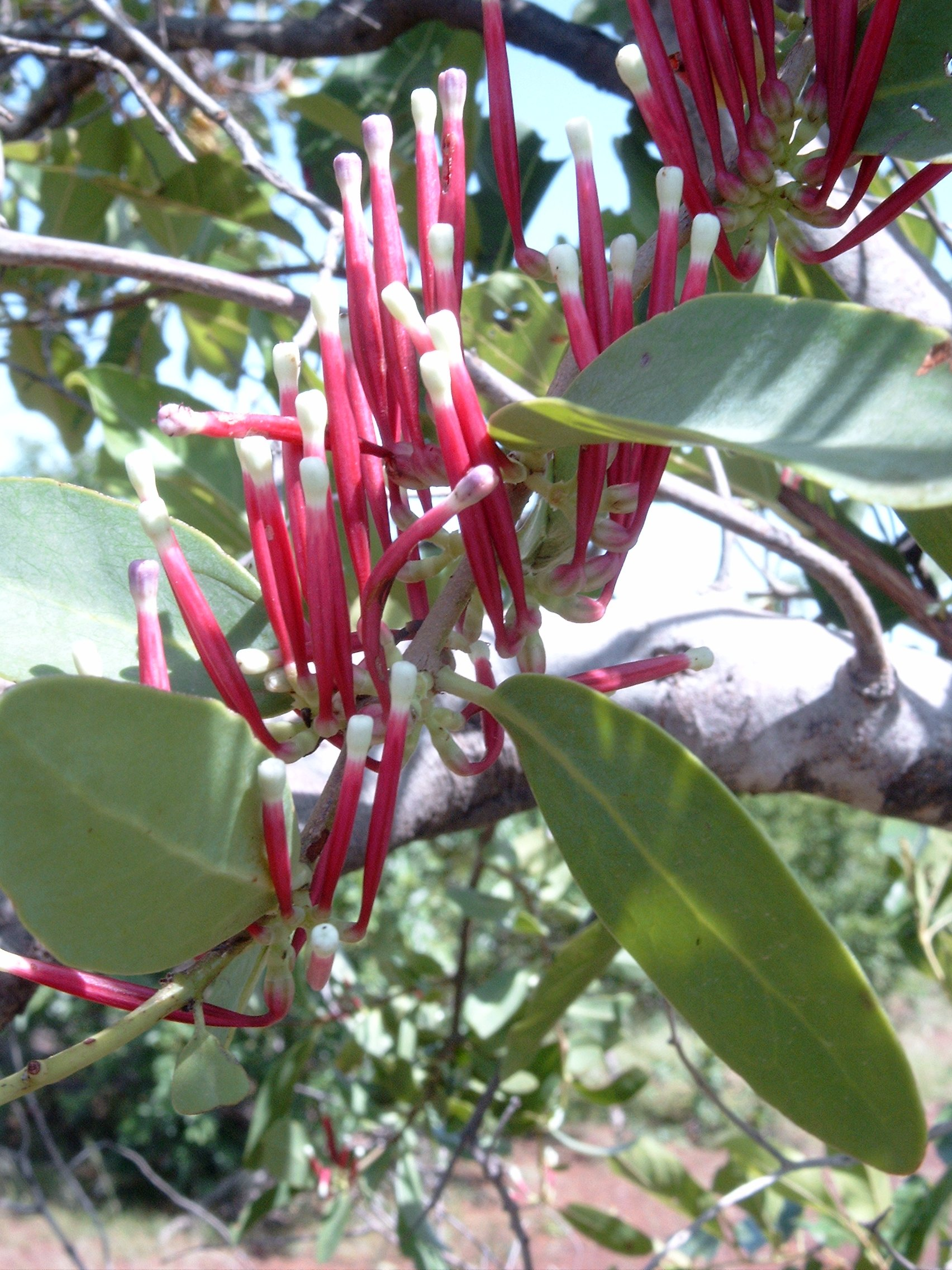
Parazitická rostlina Tapinanthus globiferus

Květy máslovníku jsou opylovány zejména včelami. Většinou jsou opyleny cizím pylem, jsou však schopny samoopylení. Strom kvete 30 až 75 dní, vývoj plodů trvá 4 až 6 měsíců. Plody dozrávají na začátku období dešťů. Sladká dužnina láká různé kopytníky, opice a ptáky, kteří se podílejí na rozšiřování semen. Na listech se živí různé druhy hmyzu, zejména housenky martináče Cirina butyrospermi a saranče Anacridium moestum, dužninu plodů vyžírají housenky můry Mussidia nigrivenella a mouchy Ceratiris silvestrii. Na stromech také parazitují různé druhy rodu Tapianthus z čeledi ochmetovité a v některých oblastech mohou způsobovat jejich odumírání.

## Význam
Strom je v oblasti zemí Sahelu jedním z nejvýznamnějších zdrojů rostlinného tuku. V současné době jsou plody zpracovávány i v potravinářském průmyslu v Evropě a Japonsku. Vyčištěný tuk je nabízen pod různými názvy a používán např. na smažení a jako margarín. Je také používán jako náhrada kakaového másla, neboť má obdobné složení. V České republice je tuk znám jako bambucké máslo.
Dřevo máslovníku je tvrdé, těžké a dobře opracovatelné a má široké použití. Používá se zejména na stavby a konstrukce, stavbu lodí, podlahy, šindele, ohrady, pražce a podobně., stejně jako na nářadí, mísy, nádoby a ruční nářadí. Z latexu se vyrábí lepidlo.
V některých afrických zemích, zejména v Nigérii a Senegalu, se sbírají housenky martináče Cirina butyrospermi, které se živí výhradně listy máslovníku. Housenky se suší a prodávají na trzích jako proteiny bohatá potravina. Stromy poskytují včelám bohatou pastvu nektaru i pylu.

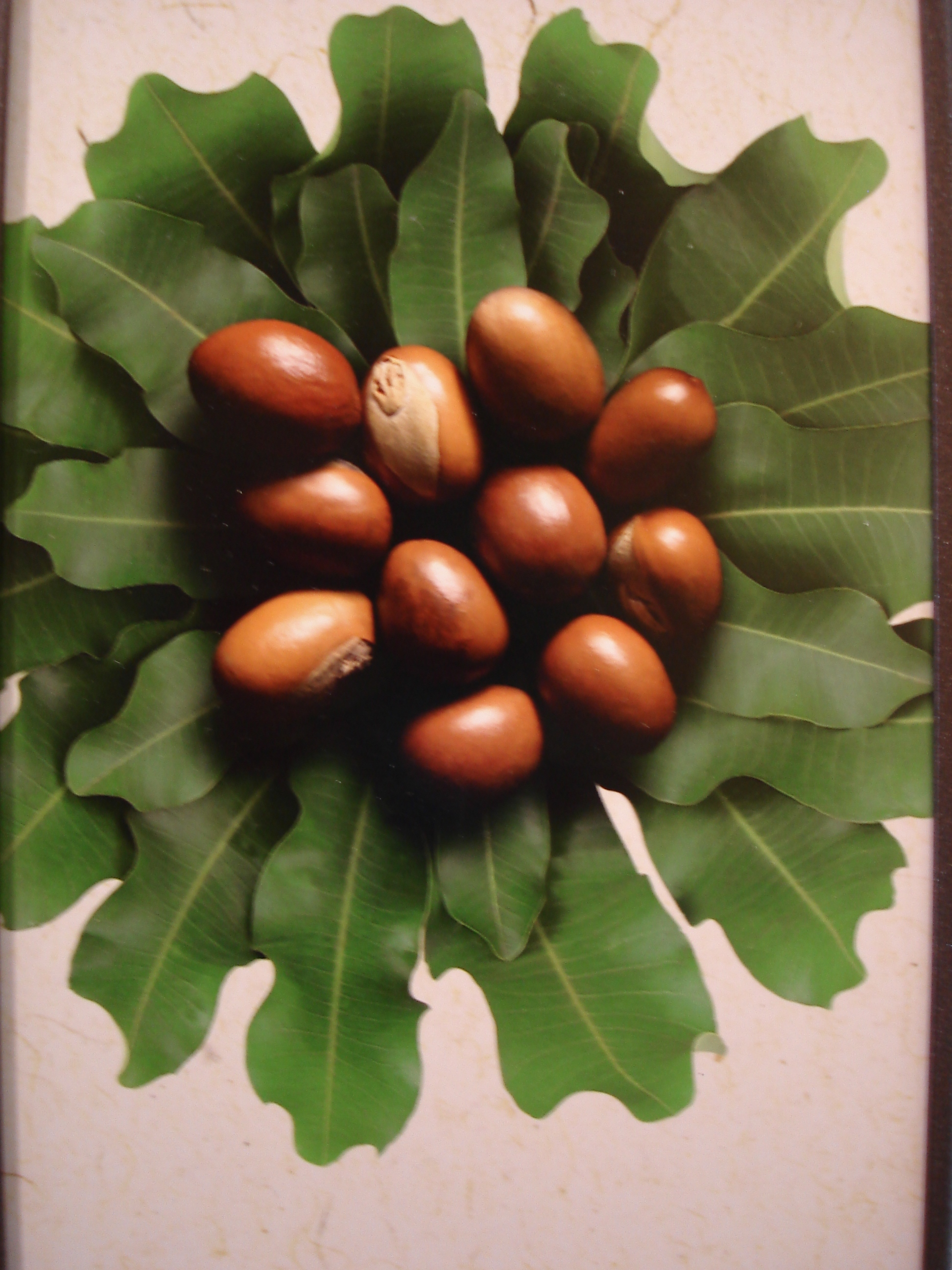
Zelené plody máslovníku
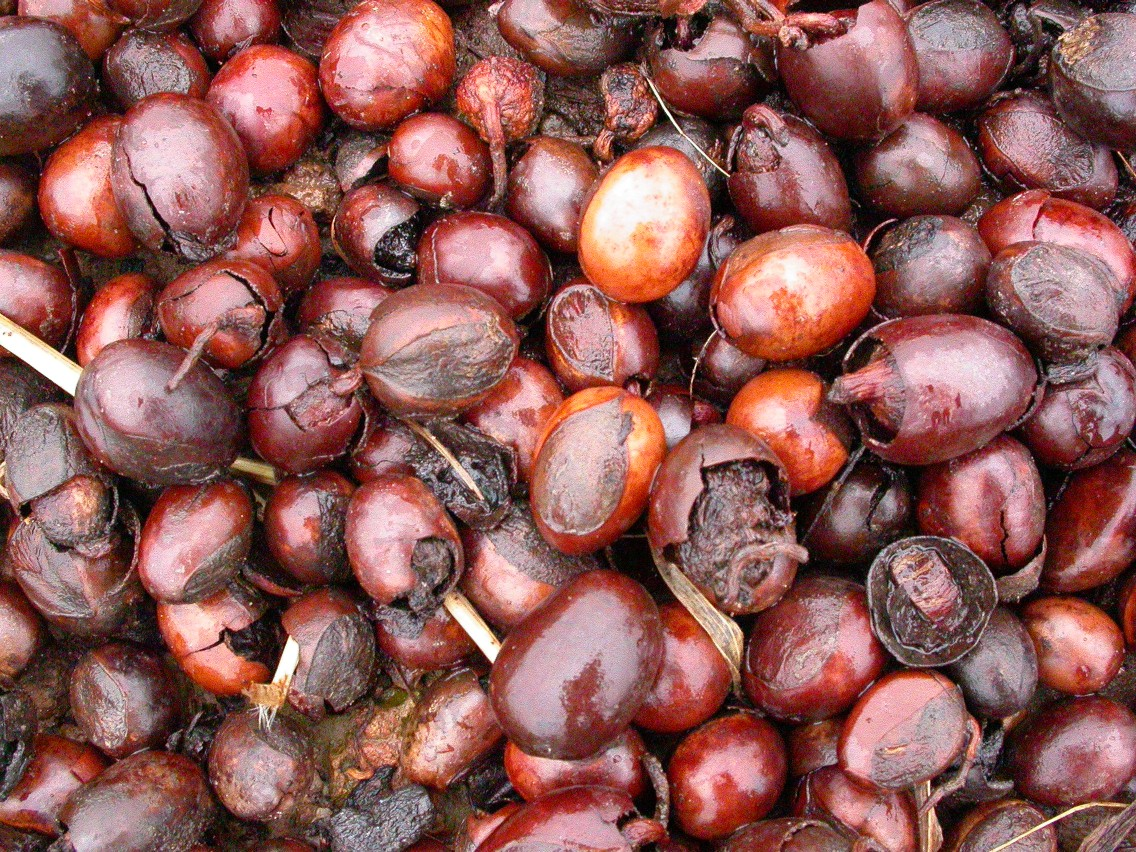
Plody máslovníku
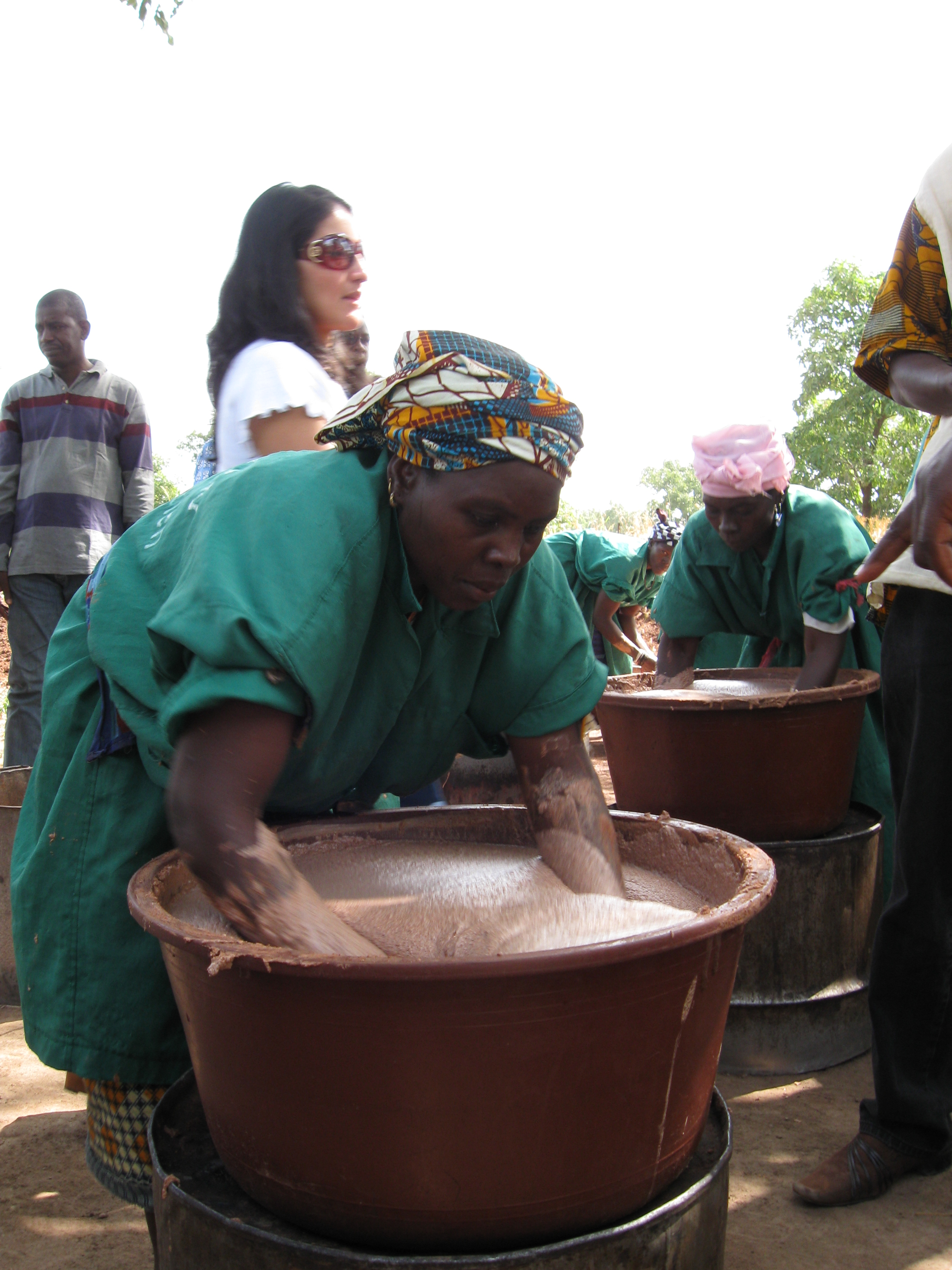
Domorodá výroba bambuckého másla
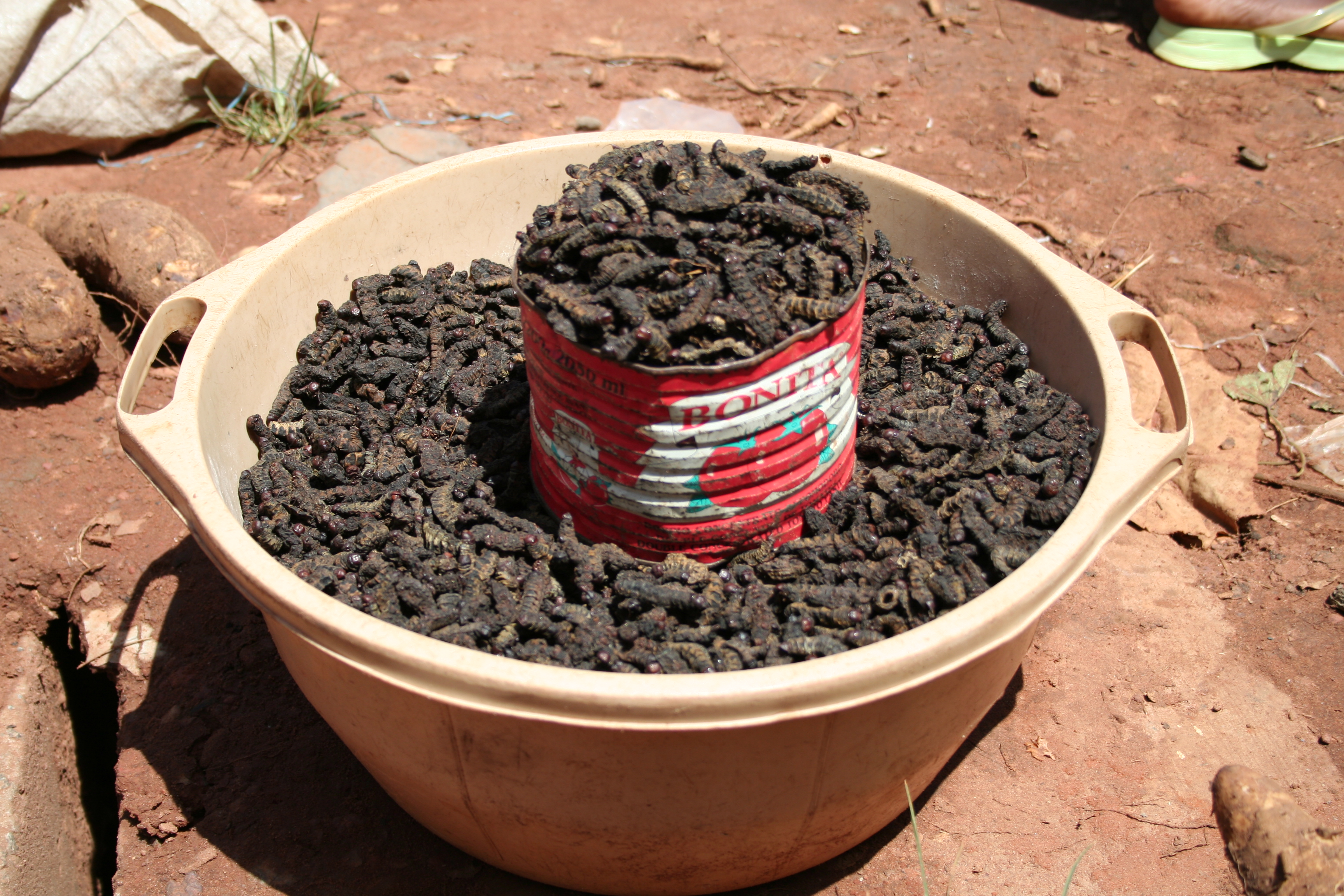
Housenky martináče Cirina butyrospermi na trhu v Burkina Faso

## Plody a zpracování
Dužnina plodů je jedlá a tvoří 50 až 80 % plodu. Konzumuje se lehce přezrálá nebo povařená.
Průměrný výnos z jednoho stromu je 15–20 kg čerstvého ovoce, přičemž výnosy mohou vzrůst až na 45 kg. Z každého kilogramu ovoce se získá přibližně 400 gramů suchých semen, která obsahují 45 % – 55 % tuku. Strom máslovníku začíná plodit ve věku asi 15 až 20 let, plné produkce dosahuje ve věku kolem 30 let a plodný zůstává asi 200 let.